# 洛美曲林
洛美曲林（研发代号：CP-14,368）是一种含氮有机氯化合物，化学式C13H18ClNO，属于1-氨基四氢化萘衍生物，能用作选择性5-羟色胺再摄取抑制剂，最初由輝瑞公司申请专利。